# SOR CN 10,5
SOR CN 10,5 je český meziměstský autobus, který byl vyráběn společností SOR Libchavy v letech 2008 až 2022.
Jedná se o částečně nízkopodlažní vozidlo, mechanicky shodné s městskou verzí SOR BN 10,5, které je upraveno pro potřeby regionální dopravy. Je vybaven mechanickou nebo poloautomatickou převodovkou, v jeho pravé bočnici se nachází dvoje dveře a je opatřen sedadly příměstského typu. Byl vyráběn také ve verzi s pohonem na stlačený zemní plyn (typové označení CNG 10,5).
Autobusy tohoto typu provozují např. dopravci BusLine v počtu 70 kusů (k 26. 11. 2022), ČSAD autobusy Plzeň, Arriva Morava, Arriva Střední Čechy, Arriva Praha a ČSAD Vsetín.

## Galerie

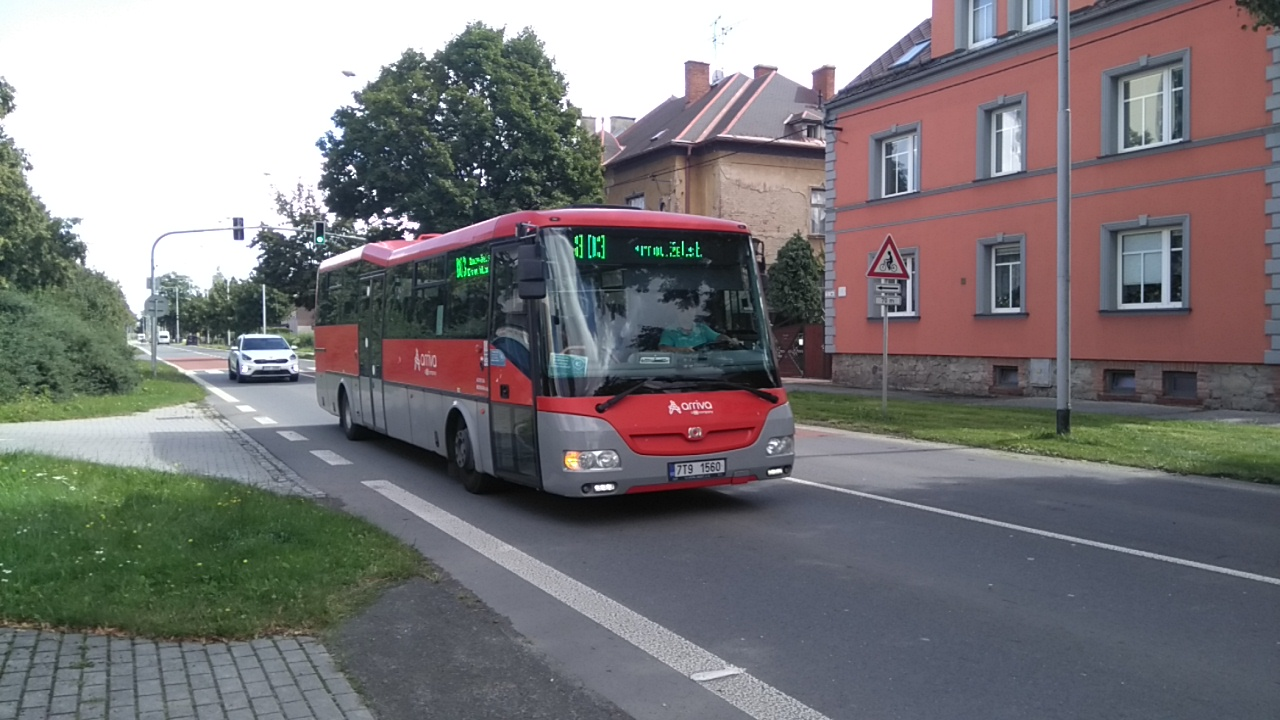
SOR CN 10,5 dopravce Arriva Morava v Krnově
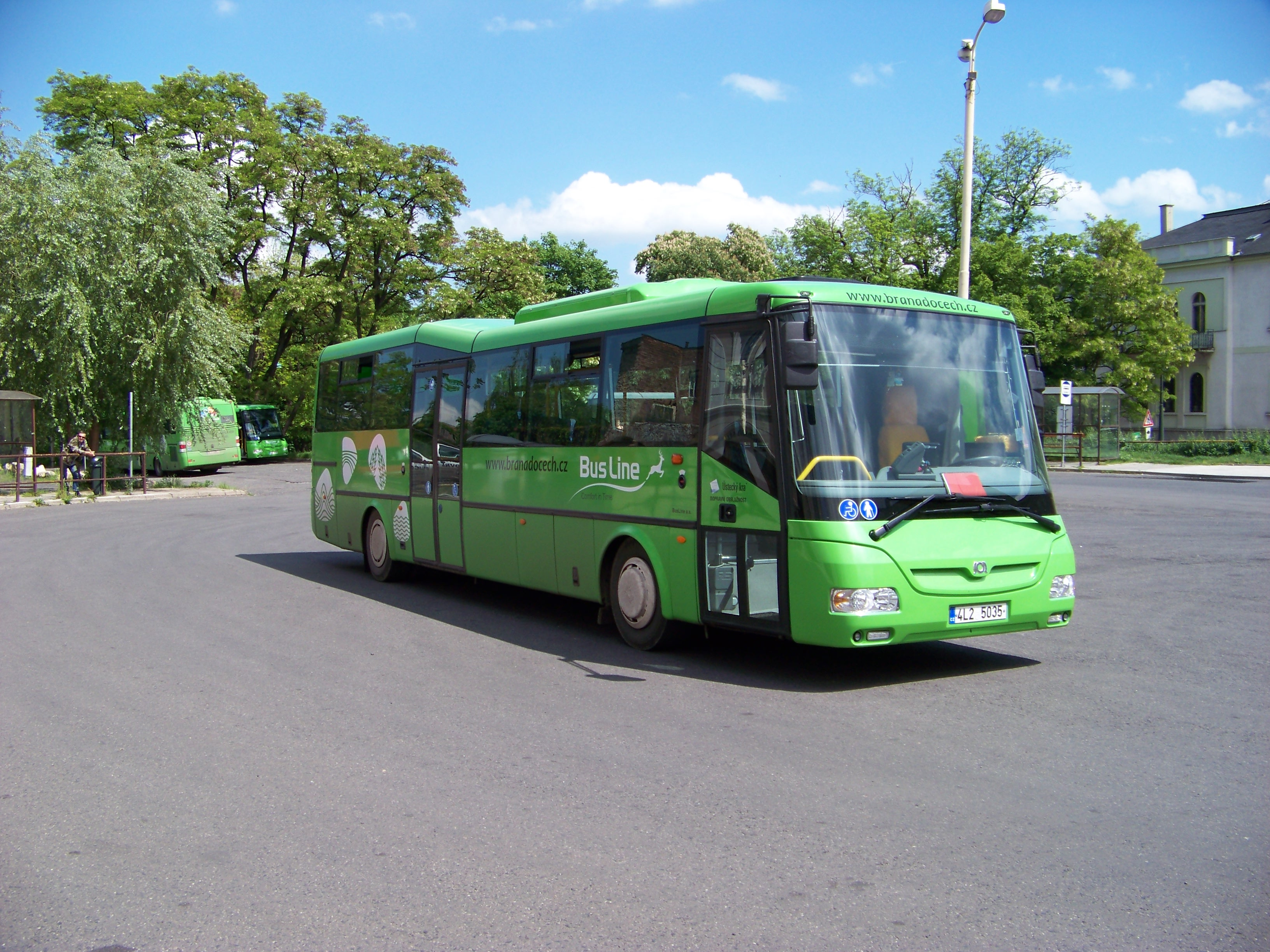
SOR CN 10,5 dopravce BusLine v Žatci
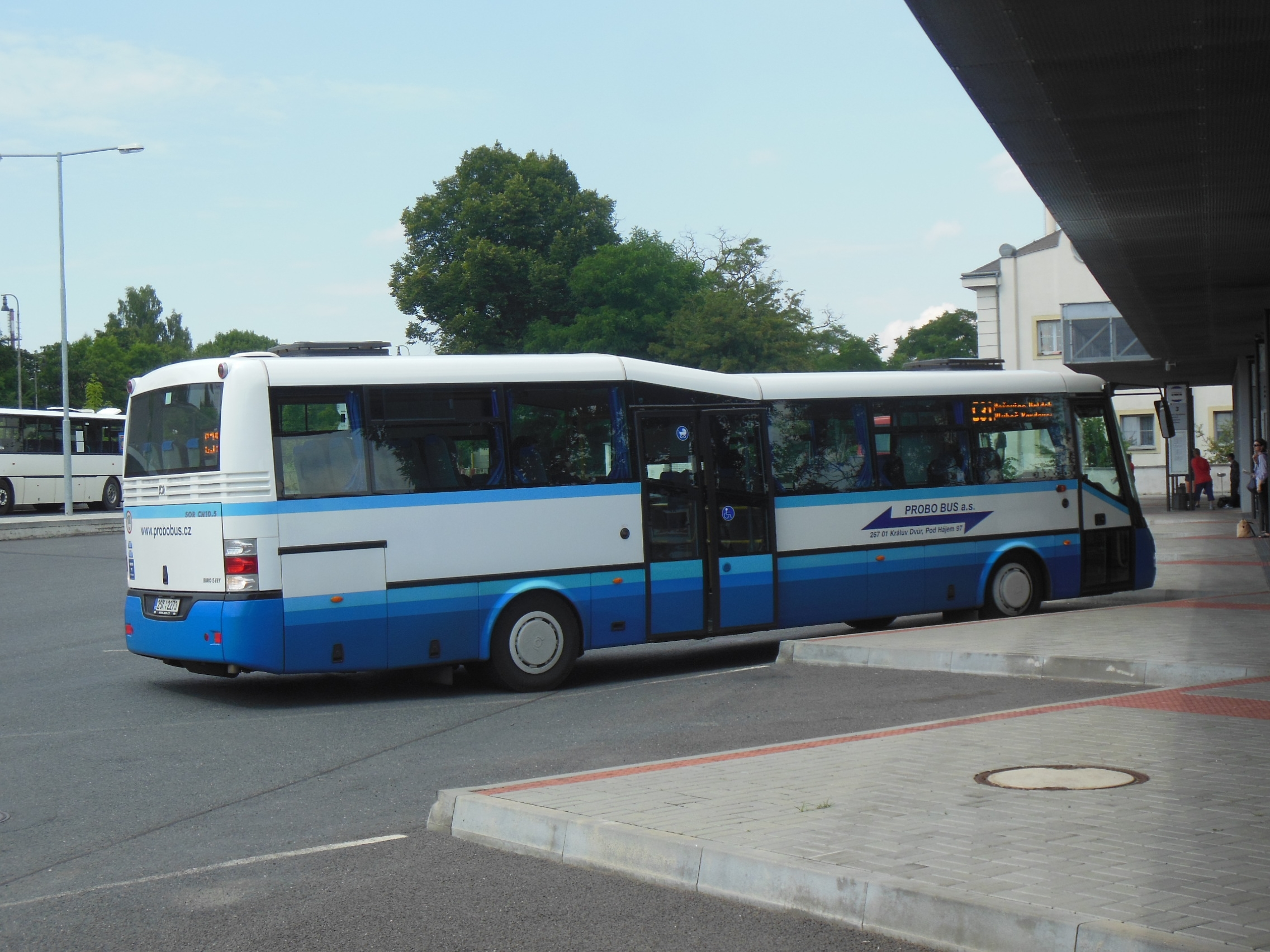
SOR CN 10,5 dopravce PROBO BUS v Příbrami
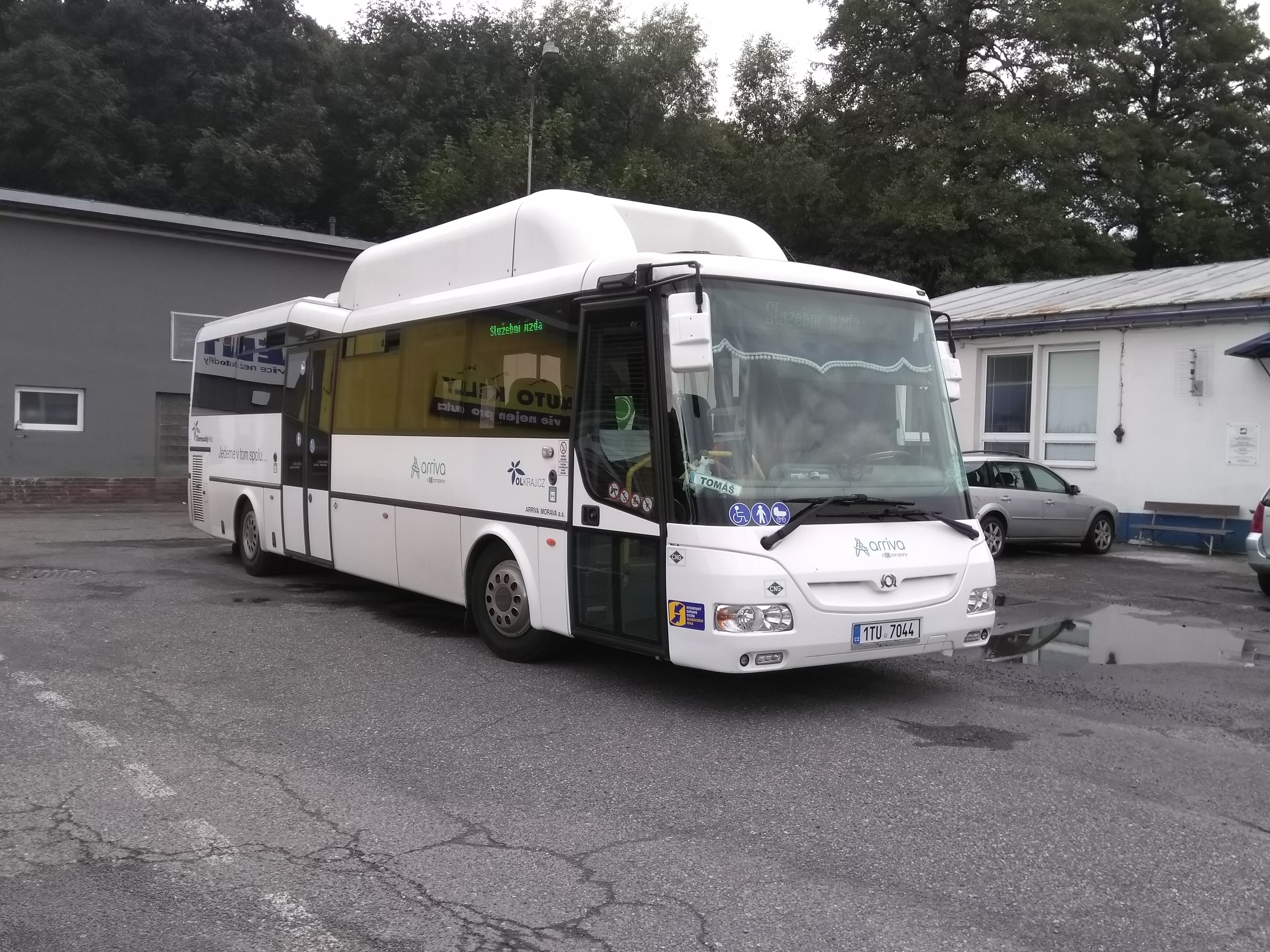
SOR CNG 10,5 v garážích Arrivy Morava v Jeseníku
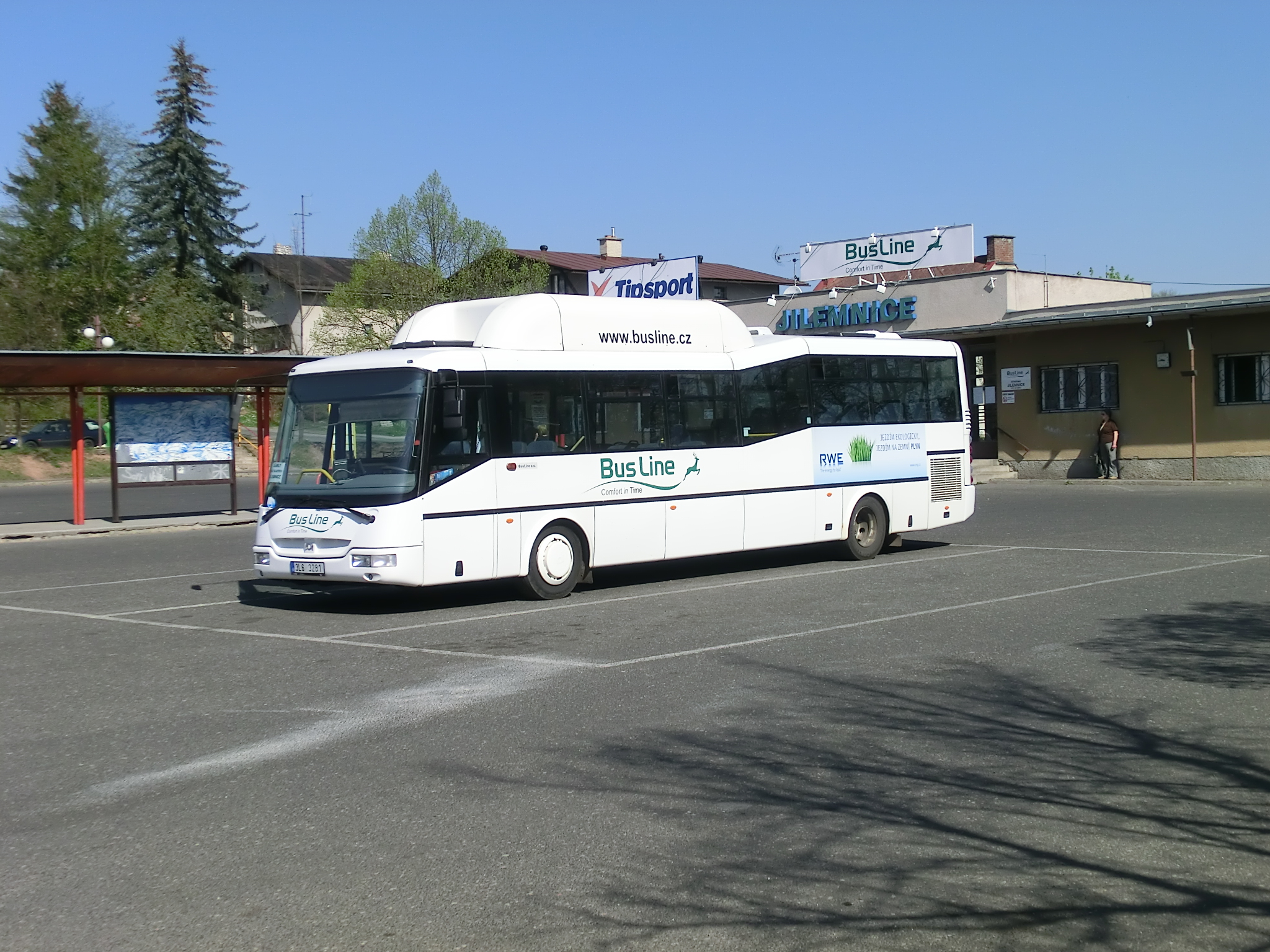
SOR CNG 10,5 dopravce BusLine v Jilemnici